# Bova
VDL Bova, більш відома як Bova, голландська автобусобудівна компанія, що виробляє автобусні кузова, що входить в холдинг VDL Groep.
1931 р. — фірма почала випускати автобуси.
Головною продукцією цього виробника автобусів є серія Futura з обтічними кузовами. Готові автобусні шасі при виробництві не використовуються. Останнім часом автобуси комплектуються двигунами марки DAF. Bova Futura вперше була представлена в 1980 р і випускається до теперішнього часу.

## Продукція зараз
- Futura
- Lexio
- Magiq
- Synergy

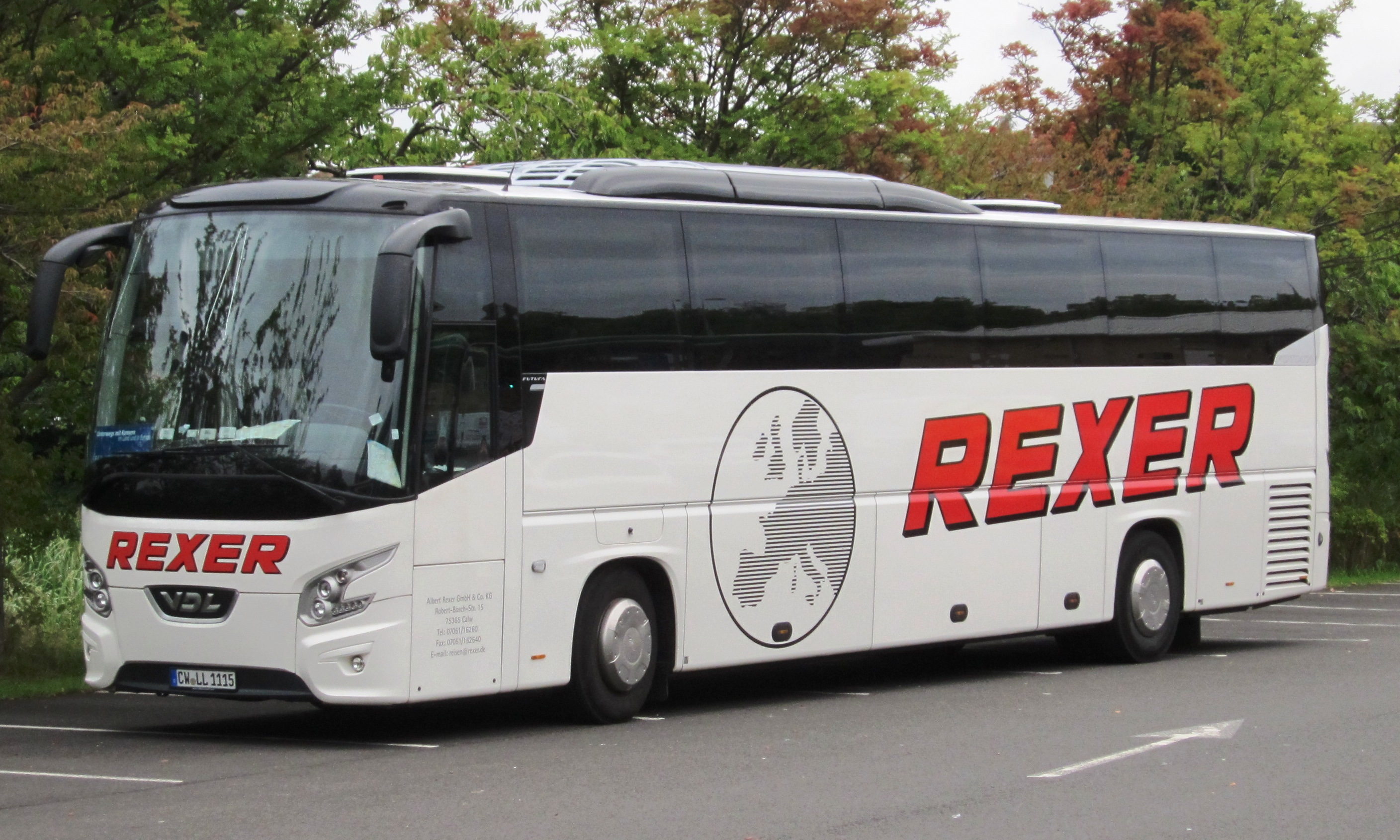
VDL Futura FHD2-122
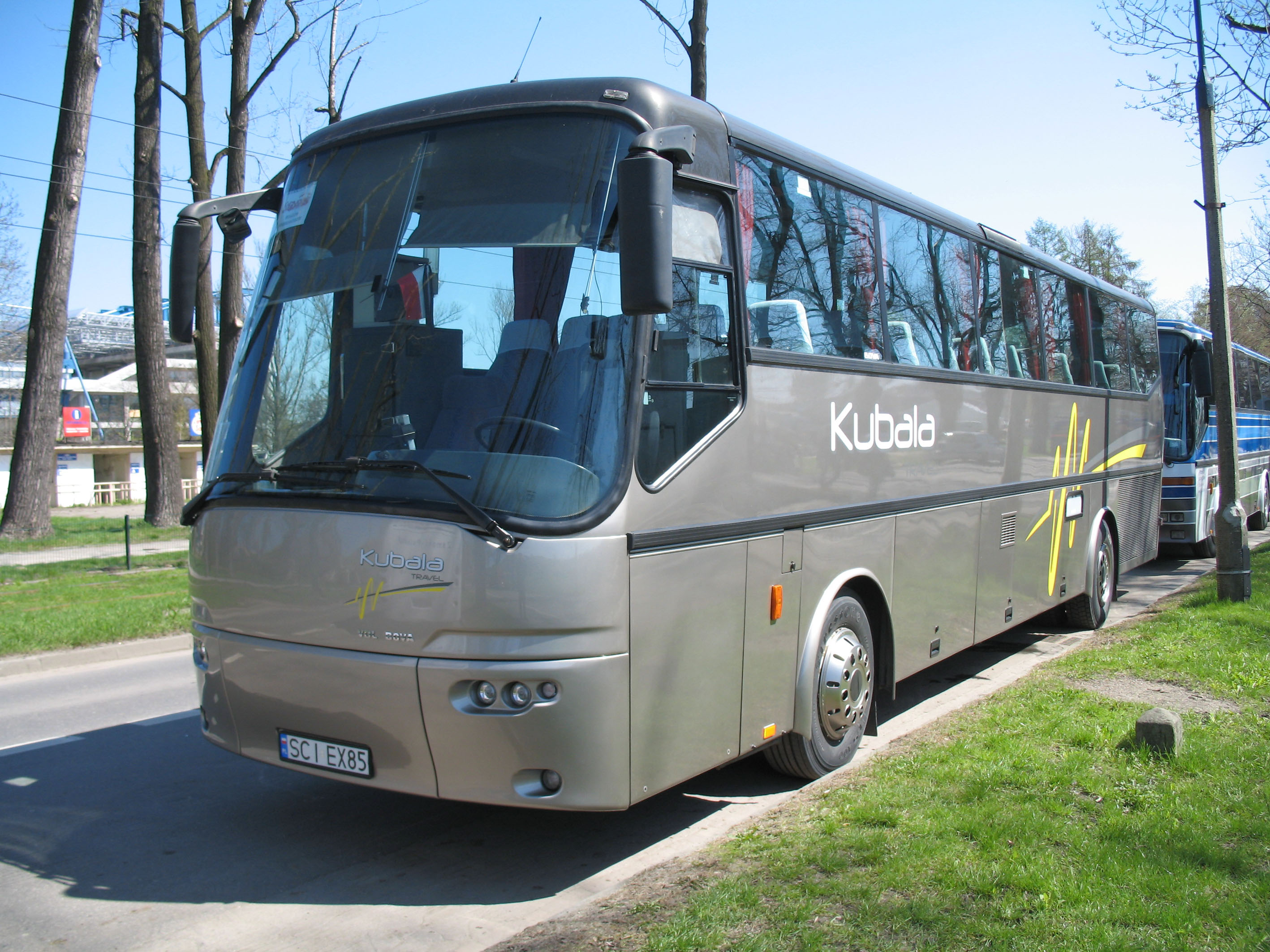
Bova Futura FHD 120-365
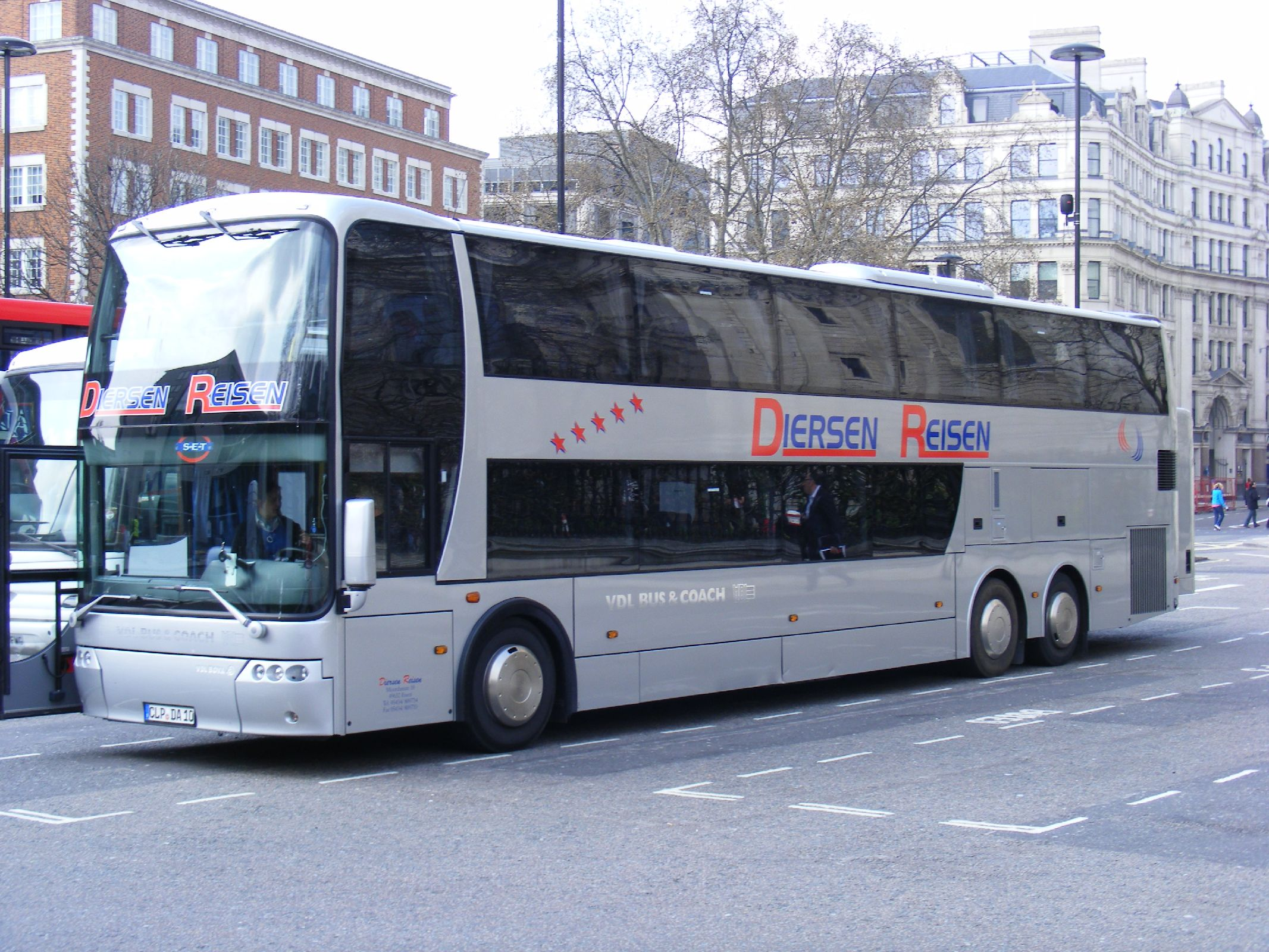
VDL Synergy
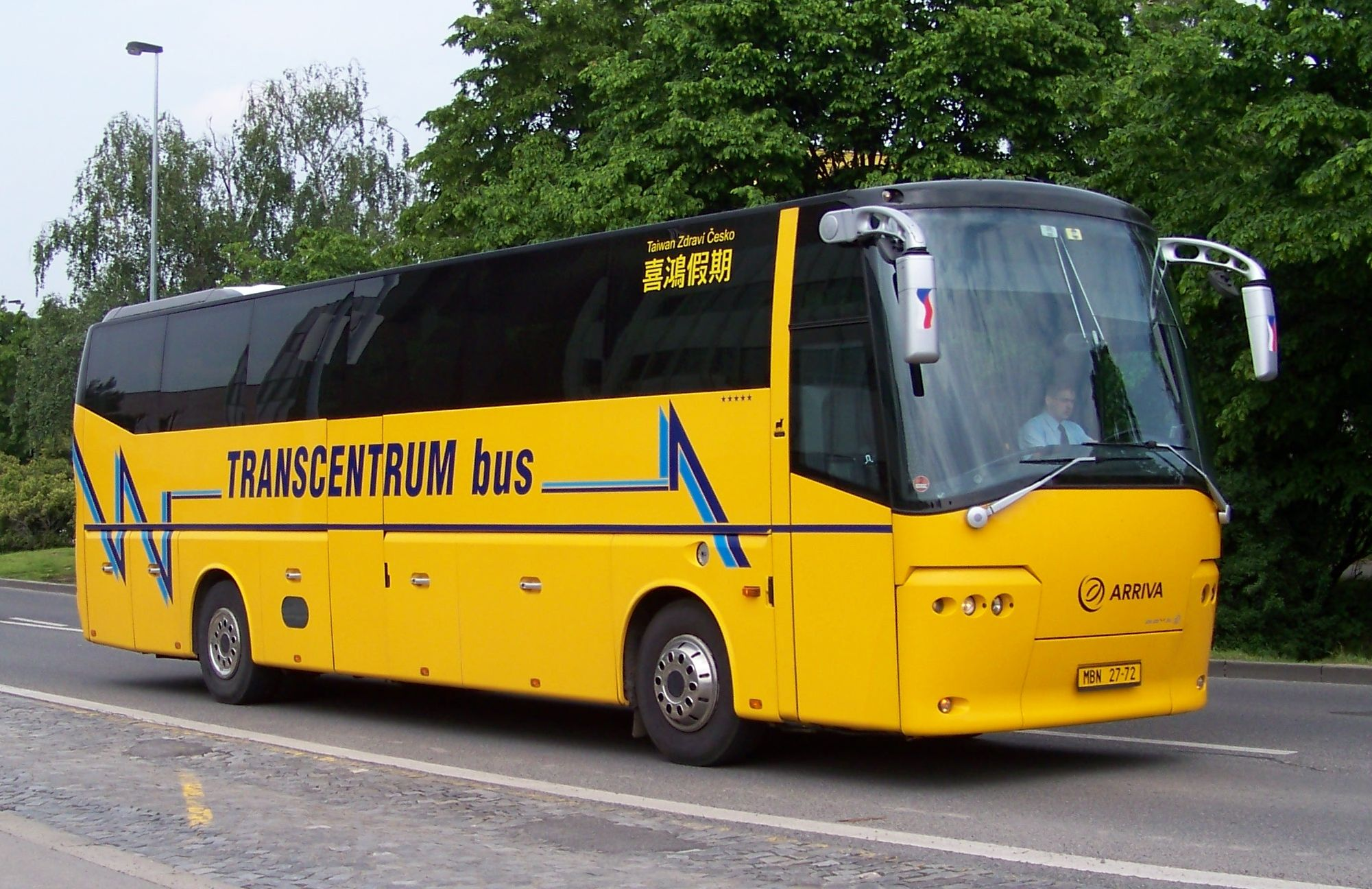
Bova Magiq MHD 122-410
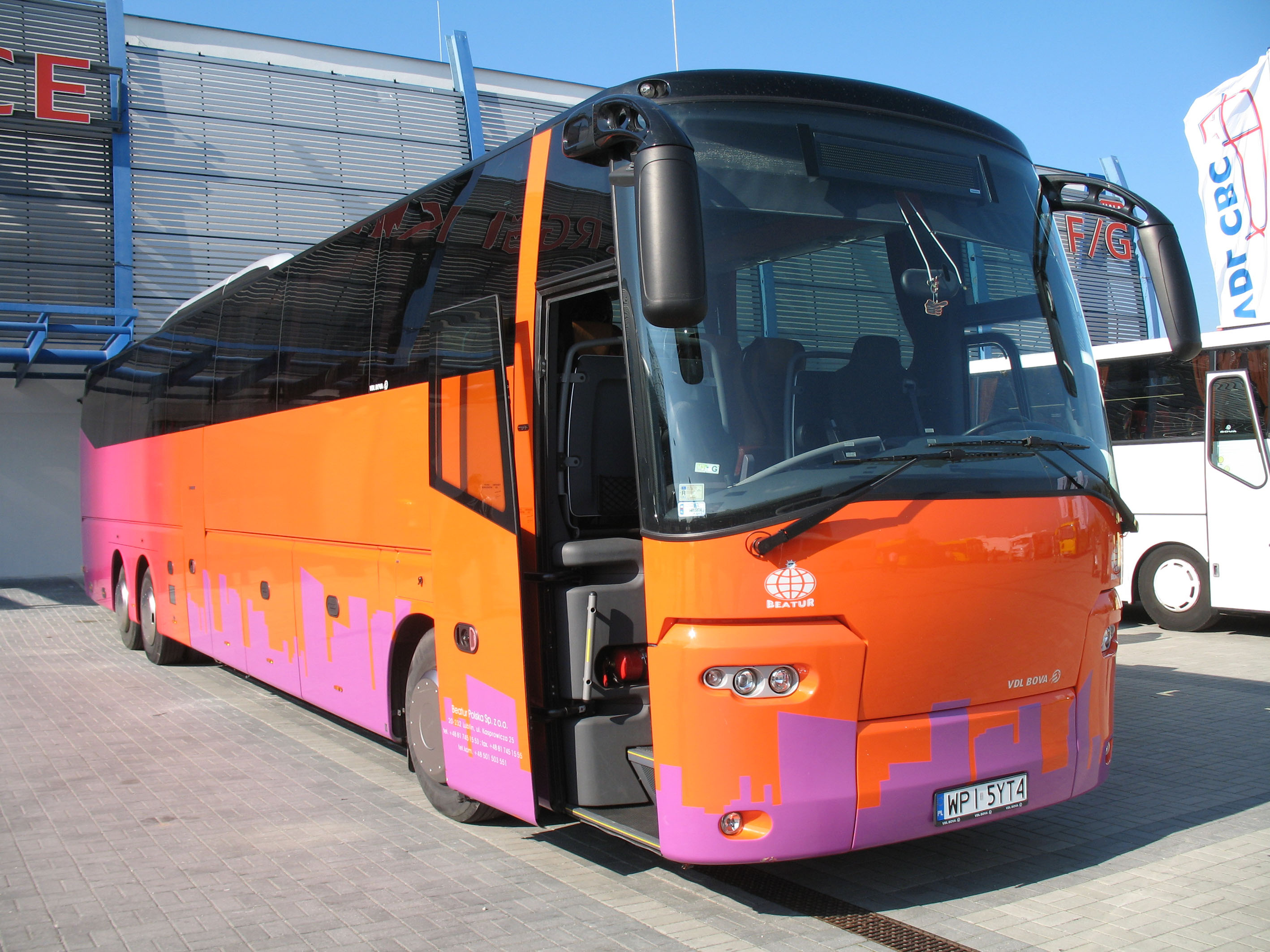
Bova Magiq MHD 148-460 Magnum
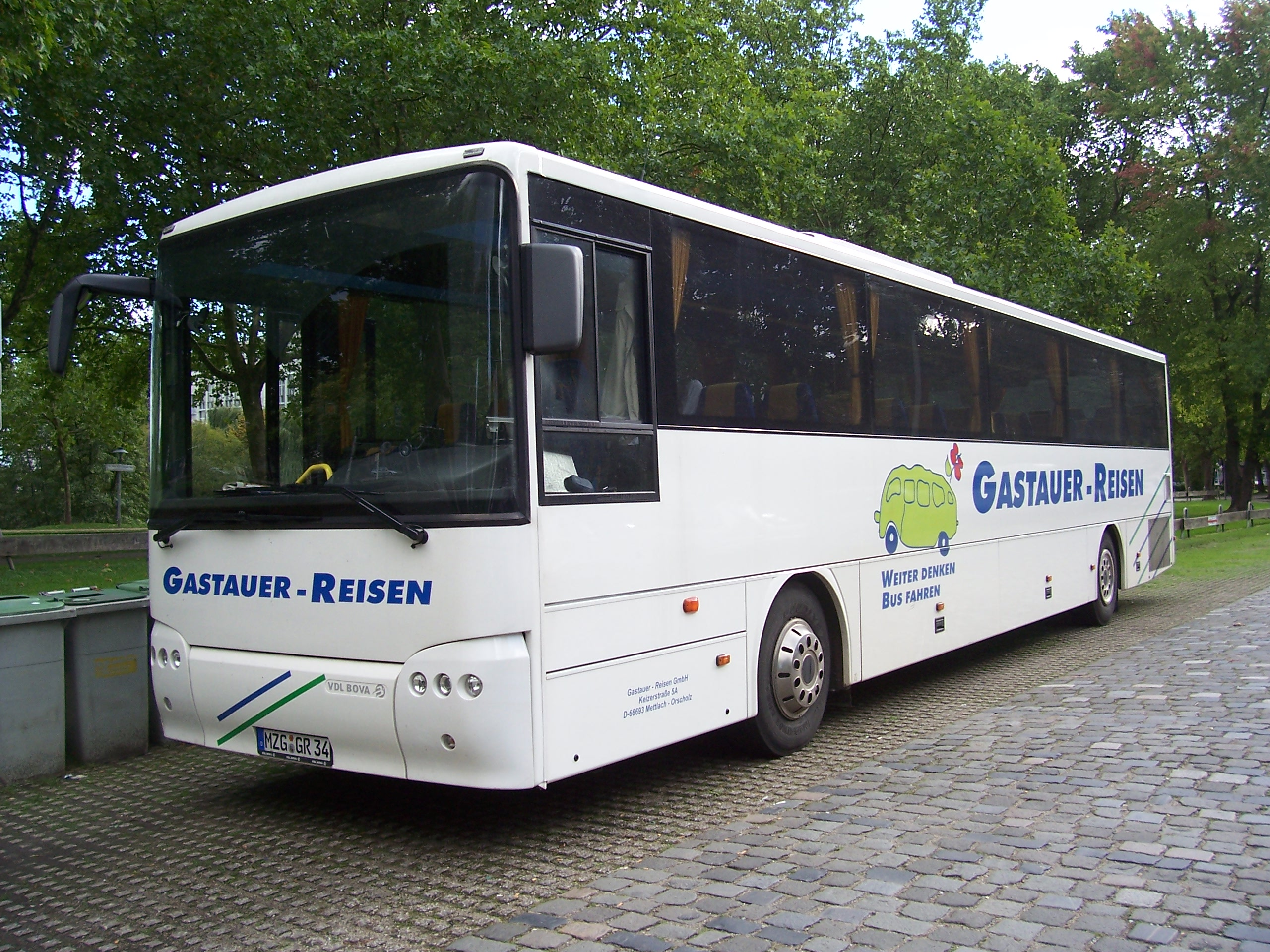
Bova Lexio

## Серія Futura
Futura FHD і FHM. Автобуси туристичного класу, довжиною від 10 м до 15 м, к-ть місць від 35 до 65, обладнання салону: кондиціонер або клімат-контроль, відкидні м'які сидіння, відеосистема з 2-ма або 3-ма моніторами, аудіосистема, біотуалет, спальне місце водія, багажні відділення від 7 м куб, ретардер telma, обігрівач Webasto, та ін системи. Розшифровка назви моделі: FHD Futura, двигун DAF або PACCAR engine, FHM двигун Mercedes, FHX двигун MAN. Наприклад FHD 12.280 двигун DAF довжина автобуса 12 м, потужність двигуна 280 кВт (у ранніх моделей потужність вказувалася в Киловатов, у більш пізніх (приблизно з 1995р) в Л. С.) наприклад FHM 12.360 12метров 360л. С., моделі з індексом «М» мають похилий підлогу, інші рівний.

## Інші автобусні компанії, що входять до складуVDL Groep
- Berkhof
- Jonckheere